# ديفيد موبيرغ كارلسون
ديفيد موبيرغ كارلسون (بالسويدية: David Moberg Karlsson) هو لاعب كرة قدم سويدي في مركز الهجوم، ولد في 20 مارس 1994 في مارياستاد في السويد. شارك مع منتخب السويد تحت 17 سنة لكرة القدم ومنتخب السويد تحت 19 سنة لكرة القدم ومنتخب السويد تحت 21 سنة لكرة القدم. أما مع النوادي، فقد لعب مع نادي سندرلاند ونادي غوتبورغ ونادي كيلمارنوك ونادي نوردشيلاند.

## وصلات خارجية
- ديفيد موبيرغ كارلسون على موقع الاتحاد الأوربي (الإنجليزية)
- ديفيد موبيرغ كارلسون على موقع اتحاد السويد (السويدية)
- ديفيد موبيرغ كارلسون على موقع رابطة كرة القدم اليابانية للمحترفين (اليابانية)
- ديفيد موبيرغ كارلسون على موقع إي إس بي إن إف سي (الإنجليزية)
- ديفيد موبيرغ كارلسون على موقع قاعدة بيانات كرة القدم.إي يو (الإنجليزية)
- ديفيد موبيرغ كارلسون على موقع ناشيونال فوتبول تيمز (الإنجليزية)
- ديفيد موبيرغ كارلسون على موقع Soccerbase.com (لاعب) (الإنجليزية)
- ديفيد موبيرغ كارلسون على موقع Soccerway.com (الإنجليزية)
- ديفيد موبيرغ كارلسون على موقع عالم كرة القدم.نت (الإنجليزية)